# Елеонор Портер
Елеонор Годжман Портер (англ. Eleanor Hodgman Porter; 19 грудня 1868, Літлтон — 21 травня 1920, Кембридж) — американська письменниця. Насамперед відома як авторка дитячих романів «Полліанна» та «Поліанна дорослішає».

## Біографія
Портер народилася 19 грудня 1868 року у місті Літлтон, штат Нью-Гемпшир, у родині перших переселенців до Америки. В дитинстві вона дуже часто хворіла. З дитинства Елеонор захоплювалась музикою, співала в церковному та світському хорах, вчилась у бостонській консерваторії. Але після одруження з Джоном Лиманом Портером у 1892 році вона переїхала разом з чоловіком спершу в Массачусетс, потім в Теннессі, а згодом в Нью-Йорк, і захопилася письменством. У 1890-х роках на сторінках американських журналів з'являються її перші оповідання, написані під псевдонімом Елеонор Стюарт, а в 1907 році світ побачив її перший роман «Зустрічні течії».
Найвідоміший роман письменниці, «Полліанна», вийшов у світ 1913 року і відразу став шалено популярним. Відома американська актриса, зірка німого кіно Мері Пікфорд, за право екранізувати роман заплатила його авторці чималу на той час суму. Роман «Полліанна» захопив читачів настільки, що на адресу Елеонор Портер посипався шквал листів з проханнями розповісти, що сталося з головною героїнею роману далі. Тому вже в 1915 році письменниця видала друком наступний роман — «Полліанна дорослішає».
Всього за кілька років письменницької кар'єри Елеонор Портер створила 4 томи коротких оповідань і 14 романів для дітей та дорослих.
У 1920 році Елеонор Портер померла. Наступного дня по її смерті газета «Нью-Йорк Таймс» опублікувала некролог під заголовком «Померла авторка „Полліанни“».

## Переклади українською
Існує велика кількість українських перекладів «Полліанна» та «Полліанна дорослішає». 2018 року світ побачив перший український переклад роману «Просто Девід»[джерело?].

## Фільми за творами Елеонор Портер
- 2003 р. «Полліанна» — телефільм; режисер Сара Гардінг, у головній ролі Джорджина Террі. (Велика Британія)
- 1990 р. «Поллі. Повернення додому» — музичний фільм; всі ролі — персонажі «Полліанни». (США)
- 1989 р. «Поллі» — музичний фільм за романом «Полліанна». (США)
- 1986 р. «Полліанна» — мультиплікаційний телесеріал.(Японія)
- 1982 р. «Пригоди Полліанни» — телефільм; у головній ролі Петсі Кензіт. (США)
- 1973 р. «Полліанна» — телефільм; у головній ролі Елізабет Арчард. (Велика Британія)
- 1971 р. «Життя прекрасне, коли любиш» — фільм за романом «Полліанна». (Туреччина)
- 1960 р. «Полліанна» — кольоровий; студія Волта Діснея, режисер Девід Свіфт, у головній ролі Гейлі Мілз. (США)
- 1958 р. «Полліанна» — чорно-білий. (Бразилія)
- 1952 р. «Хто-небудь бачив мою дівчинку?» — кольоровий; за однойменним оповіданням. (США)
- 1920 р. «Полліанна» — німий, чорно-білий; режисер Пол Пауел, у головній ролі Мері Пікфорд. (США)
- 1919 р. «Світанок» — німий, чорно-білий; за однойменним романом. (США)